# Loxodonta africana

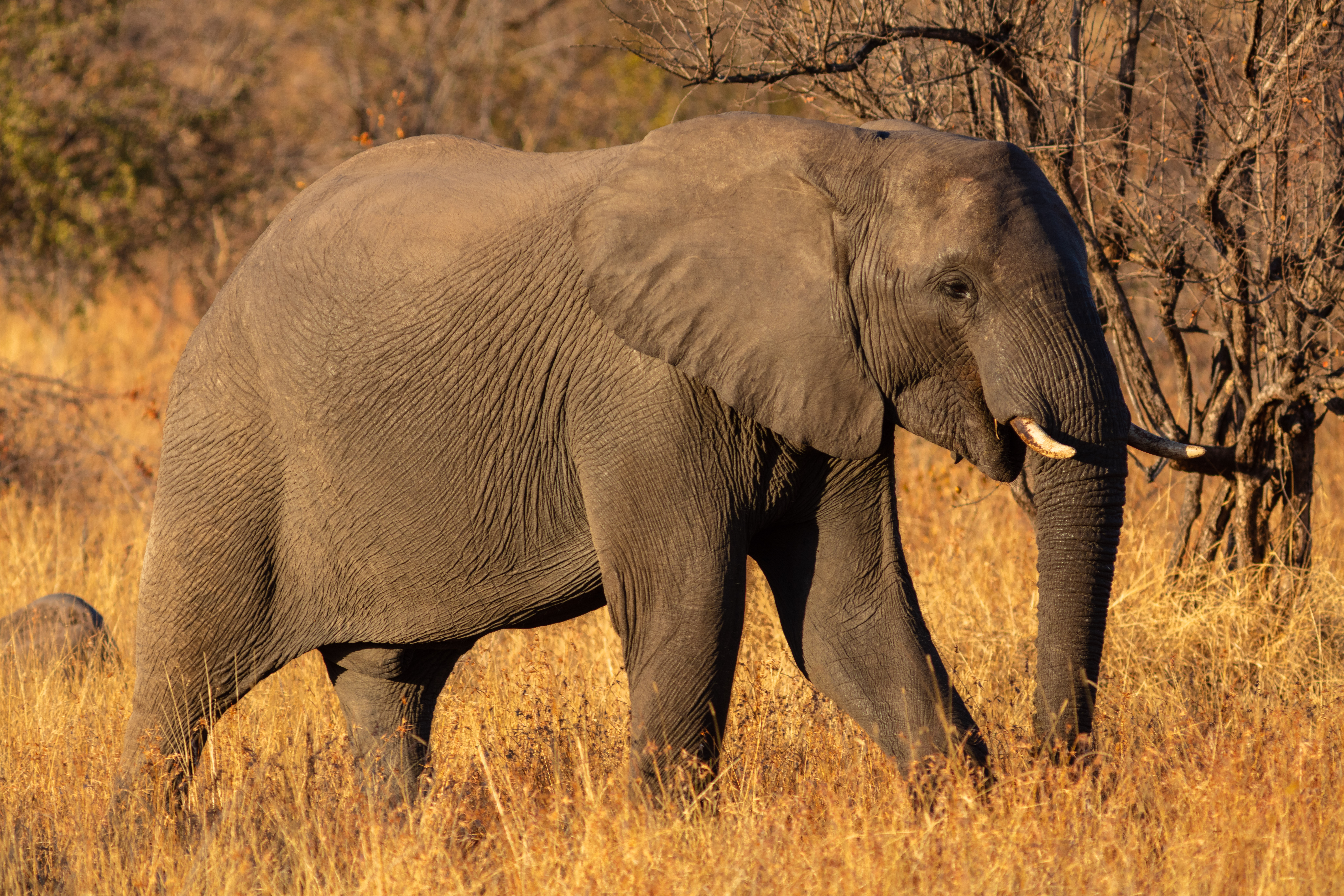
Loxodonta africana, en el parque nacional Kruger, Sudáfrica.

El elefante africano de sabana (Loxodonta africana) es un mamífero proboscideo de la familia de los elefántidos. Es el mayor mamífero terrestre que existe en la actualidad. Se trata de una de las tres últimas especies de proboscídeos que sobreviven hoy en día, siendo las otras el elefante africano de bosque (Loxodonta cyclotis, previamente considerado una subespecie de L. africana) y el elefante asiático (Elephas maximus). Desde 2021 el elefante africano ha sido catalogado como en peligro de extinción en la Lista Roja de la UICN debido a que se descubrió que la población mundial ha disminuido en más del 50 % durante tres generaciones. Aproximadamente el 70 % de su área de distribución se encuentra fuera de las áreas protegidas.

## Descripción
Los machos alcanzan normalmente de 6 a 7,5 m de longitud y de 3,2 a 4 m de altura hasta la cruz; las hembras entre 2,6 y 3 m. Pesan de media unas 6 toneladas, con máximos de 10, los machos adultos, y las hembras entre 2,8 y 4,6, lo que los convierte en los seres vivos terrestres más grandes del mundo. Sin embargo, se tiene noticia de un individuo macho de 4,2 m de alto y un peso de 12 274 kg, que fue abatido en 1955 en Angola, cuyo cuerpo se encuentra disecado en el Museo de Historia Natural de Washington.[cita requerida]
Cuando se mueven, lo hacen a razón de unos 6 km/h a paso firme, aunque cuando se asustan o enfadan pueden correr a velocidades superiores a los 40 km/h. 
El elefante africano de sabana se caracteriza por su gran cabeza, amplias orejas que cubren los hombros, trompa larga y musculosa, presencia de dos «colmillos» en la mandíbula superior, bien desarrollados, en ambos sexos aunque mayores en los machos. En su ambiente natural viven entre cuarenta y cincuenta años, pues un elefante adulto no tiene enemigos naturales, con excepción del hombre. A partir de los cuarenta años sus últimos dientes se desgastan y les es imposible comer y mueren. En cautiverio pueden vivir más tiempo, por los cuidados y alimentación que reciben pueden llegar a los sesenta años.
- Cuello corto casi inexistente, amplio cuerpo en forma de barril.
- Patas largas y gruesas, y cola no muy larga.
- El animal está aislado del exterior por una gruesa capa de piel correosa gris-pardo.
- Las patas traseras tienen tres dedos en forma de pezuña, mientras que el número de dedos en las delanteras varía entre cuatro y cinco según los ejemplares.
- La frente es suave.
- La trompa es el órgano más característico de este animal: está formada por la fusión y elongación de la nariz y el labio superior.
- La trompa en su extremo está rematada por dos lóbulos que pueden usarse a modo de "mano" para agarrar objetos, como por ejemplo comida y agua que el animal se lleva a la boca (algo muy útil teniendo en cuenta que estos animales no tienen casi cuello). Inclusive pueden recoger un alfiler del suelo sosteniéndolo entre los lóbulos de la trompa.
- La trompa también se usa para oler y para darse baños de agua y polvo.
- Algunos de los mensajes emitidos según la posición de la trompa son:
  - Extremo sobre la propia boca o tocándose la oreja: sumisión.
  - Trompa levantada: estado de alerta, posible peligro.
  - Trompa contra el pecho: disposición para atacar de forma inminente.

Además del olfato, el oído y el tacto, los elefantes reciben también bastante información por medio de vibraciones en el suelo que recogen por la planta de los pies (estas pueden ser emitidas por otros elefantes), por ejemplo hembras ovulando que buscan un compañero en la época de celo, pero también identifican las primeras vibraciones de los terremotos o las que provocan los cursos de agua, en ocasiones muy alejados del animal. Esto último es de vital importancia en zonas muy secas, como el desierto de Namibia, donde los elefantes deben desplazarse a lo largo de cientos de kilómetros para encontrar lugares donde conseguir agua y comida.

## Alimentación

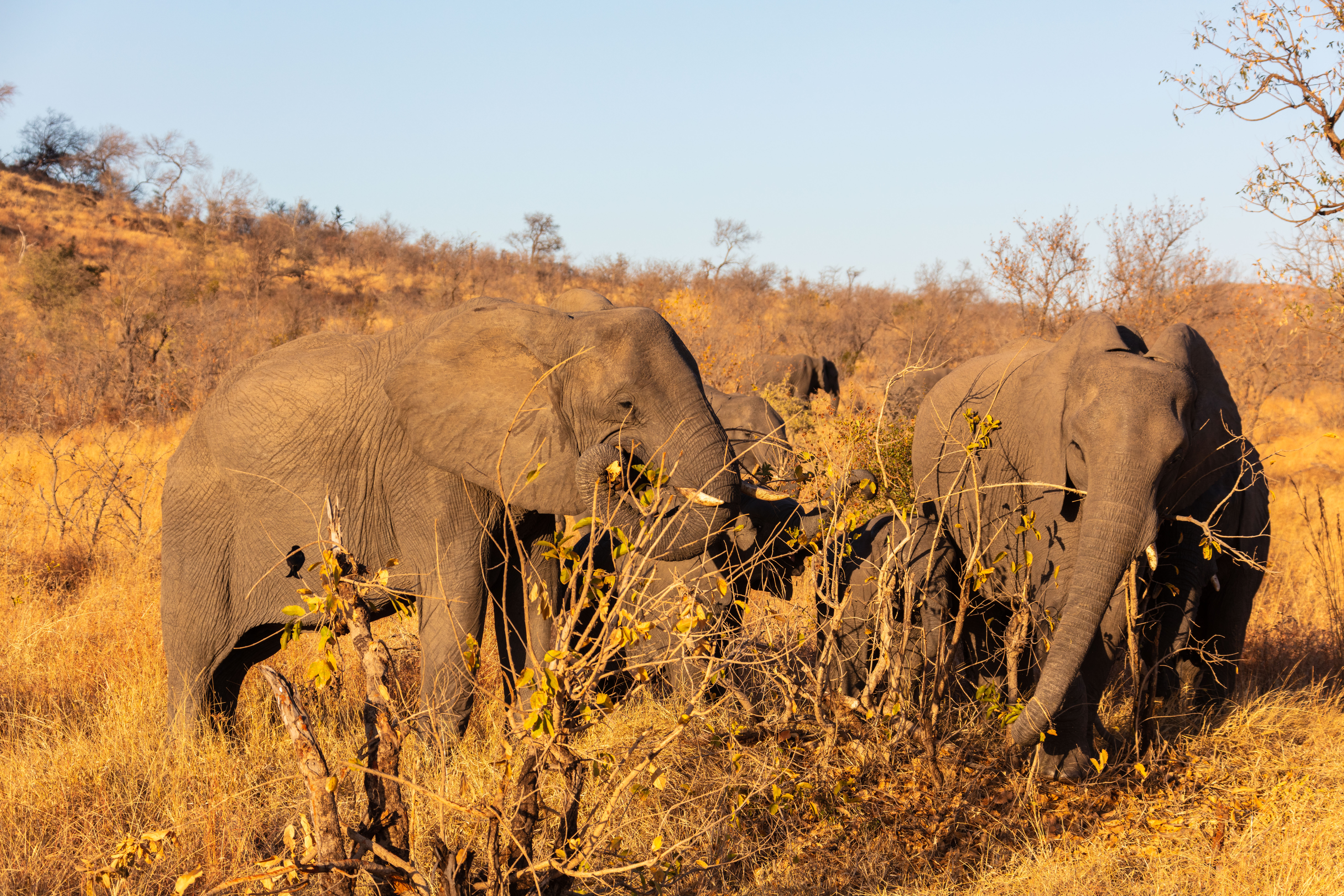
Elefantes alimentándose de tallos de árbol.

Los elefantes africanos de sabana son animales herbívoros. Según habiten en el bosque, en las praderas o los semidesiertos, el porcentaje de hierbas y hojas de árboles o arbustos de su dieta varía notablemente. Para triturarlos se valen solamente de cuatro molares de gran tamaño (dos en cada mandíbula) de 10 cm de ancho y tres de largo. Debido al constante uso, estos molares se desgastan con el paso de los años y son sustituidos varias veces a lo largo de la vida del animal. Hacia los quince años, los dientes de leche son reemplazados por otros nuevos que duran hasta los treinta y luego por otros que se desgastan pasados los cuarenta, siendo sustituidos por unos últimos dientes que duran hasta aproximadamente los sesenta y cinco años, setenta como mucho. Poco después el animal muere de inanición al no poder alimentarse correctamente. En cautividad, se han dado casos de individuos que han superado los ochenta años.[cita requerida]

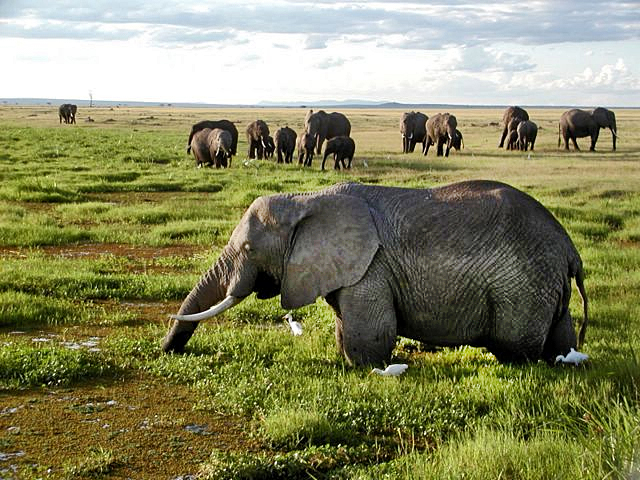
Elefante refrescándose en un pantano temporal.

Estos animales son considerados bastante "derrochadores", pues es normal que ingieran un promedio de 225 kg de materia vegetal que en su mayor parte no está digerida del todo cuando defecan. Esto, unido a las enormes distancias que pueden recorrer diariamente en busca de más comida, contribuye notablemente a la dispersión de muchas semillas de plantas que germinan en medio de una montaña de excrementos llena de nutrientes. En sus periplos con fines alimentarios, los elefantes arrancan todo tipo de plantas del suelo y derriban árboles con los colmillos, como auténticos bulldozers vivientes en caso de no poder llegar a la copa ni irguiéndose sobre las patas traseras. Se puede decir que llevan la devastación con ellos. Esto ocasiona graves problemas para los otros animales y los propios elefantes en los parques nacionales donde hay exceso de ejemplares, por lo que los responsables de los parques con exceso de ejemplares suelen contactar con otros donde los elefantes son menos numerosos y trasladar los individuos excedentes. En cuanto al agua, los elefantes también la ingieren en grandes cantidades, unos 190 l al día.

## Vida social

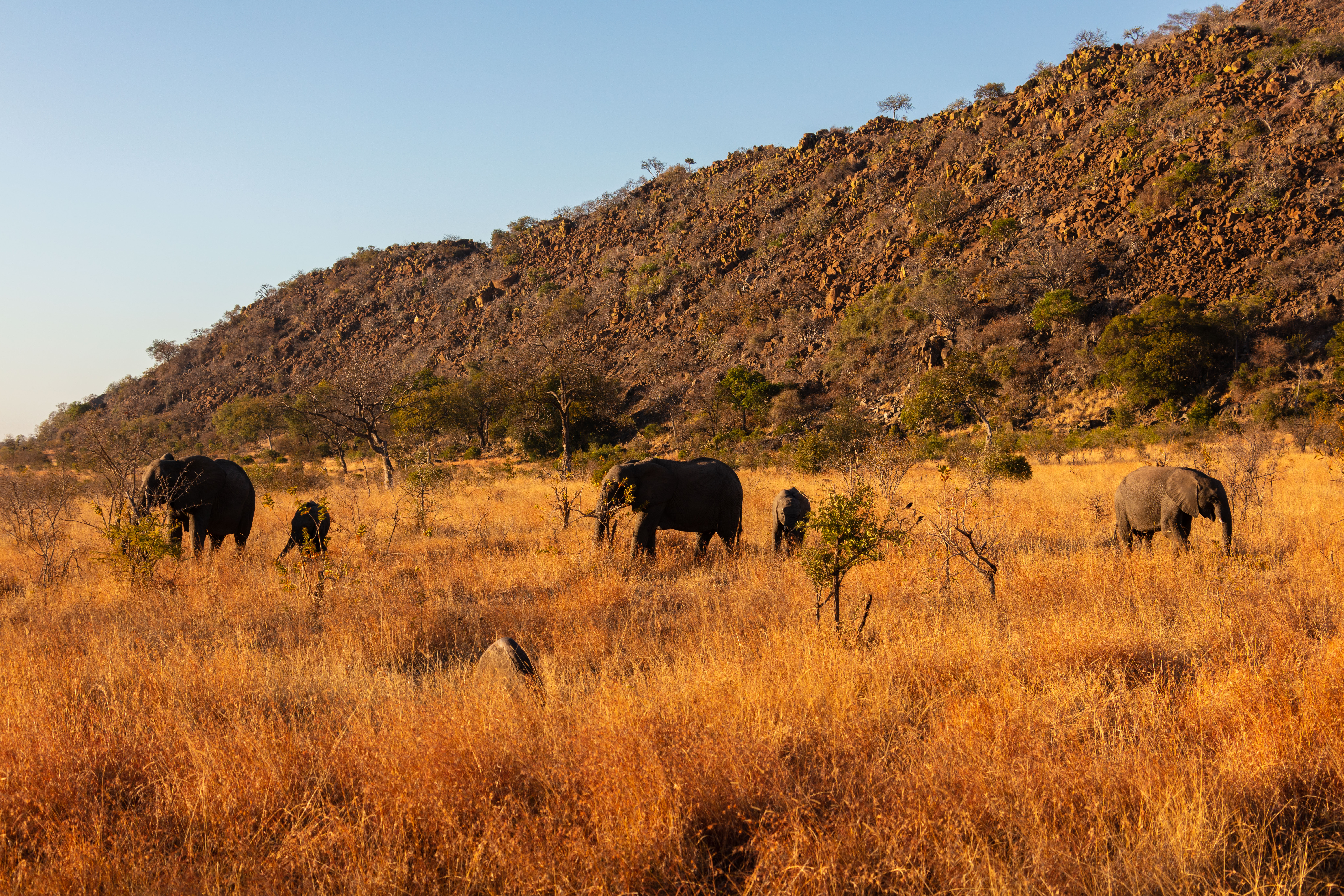
Manada de elefantes africanos en África Oriental.

Los elefantes africanos de sabana son animales notablemente inteligentes. De hecho, los experimentos sobre el razonamiento y el aprendizaje realizados sobre ellos indican que son los afroterios más listos que existen junto con sus primos asiáticos. Esto se debe en buena medida a su gran cerebro, hogar de la famosa «memoria de elefante».
Las manadas están formadas por hembras emparentadas y sus crías de diferentes edades, dirigidas por la hembra de mayor edad, a la que se da el nombre de matriarca. En ocasiones, las acompaña algún macho adulto, pero estos suelen abandonar la manada cuando llegan a la adolescencia y formar bandas con otros animales de su edad, para posteriormente llevar una vida solitaria, acercándose normalmente a las manadas de hembras solamente durante la época de celo. No obstante, los elefantes machos tampoco se alejan en exceso de su familia, y la reconocen perfectamente cuando vuelven a encontrarla. En ocasiones, las manadas de hembras pueden fusionarse durante un tiempo, llegando a incluir cientos de individuos.

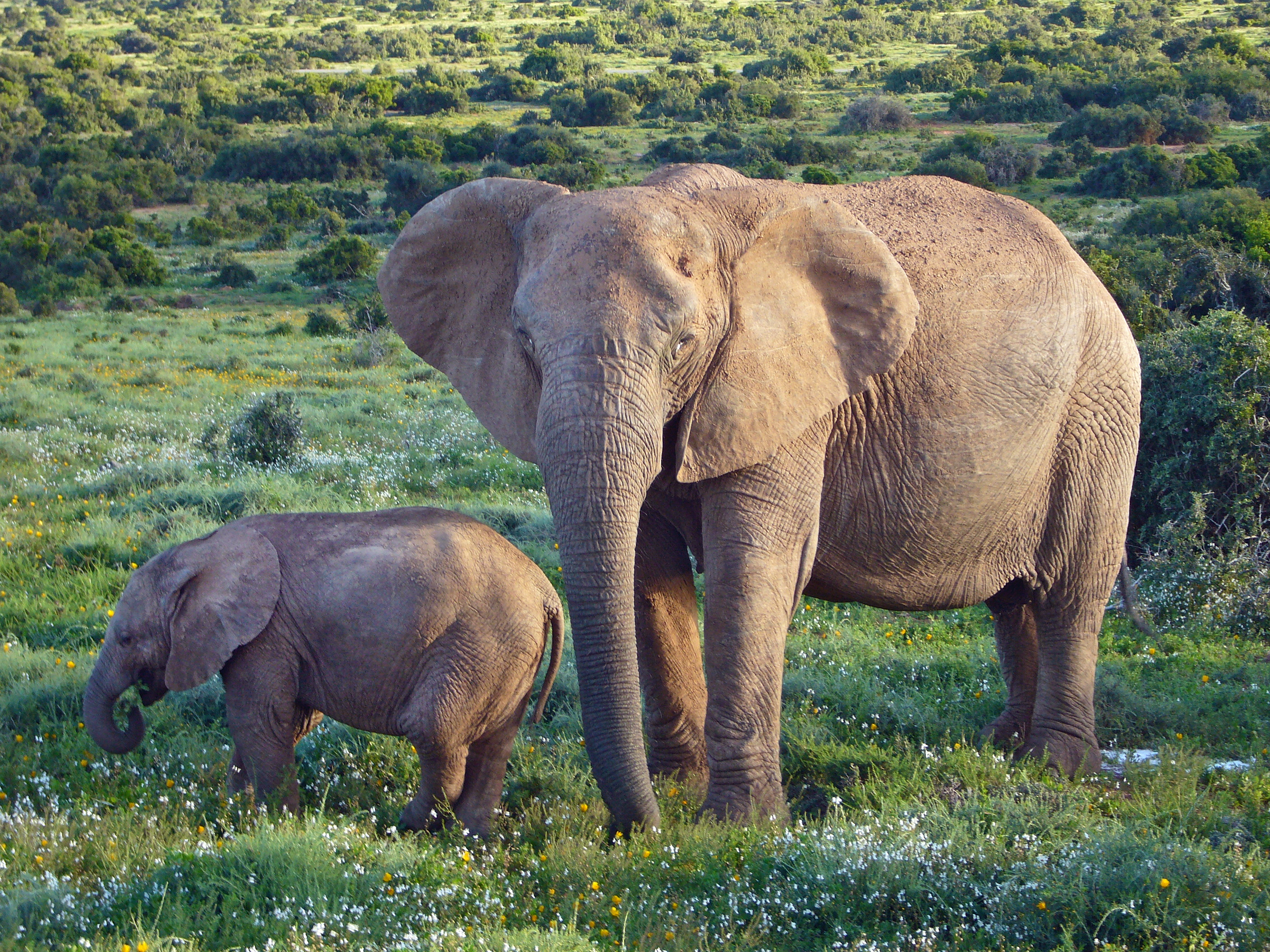
Madre y su cría.

La matriarca decide el camino a seguir y muestra a los demás integrantes de la manada todas las fuentes de agua que conoce y que el resto memorizará para el futuro. La relación dentro de la manada es muy estrecha: cuando una hembra pare una cría, el resto se acerca para «saludarla» tocándole con la trompa; y cuando un individuo viejo muere, el resto lo acompaña en ese difícil tránsito y se queda junto al cadáver durante un tiempo. Los célebres cementerios de elefantes son un mito, si bien es cierto que estos animales saben identificar los cadáveres de su especie y parecen tratarlo con respeto cuando encuentran uno durante sus viajes, aun siendo un individuo desconocido, rodeándolo y a veces tocándole la frente con la trompa. 
El apareamiento ocurre cuando la hembra se siente preparada, algo que puede ocurrir en cualquier época del año. Llegado el momento, emite infrasonidos que atraen a los machos, a veces situados a varios kilómetros. Estos llegan en los días sucesivos a la manada y pelean cabeza contra cabeza con los demás, causándose heridas en la cara y a veces partiéndose algún colmillo. El más fuerte (en caso de que la hembra lo acepte, indicándolo al frotar su cuerpo con el suyo) se aparea con ella y luego cada uno sigue su camino. Tras 22 meses de gestación (la más larga en los mamíferos), la hembra pare una sola cría de 90 cm de altura y un peso de 100 kg, que mama leche a veces hasta los cinco años de edad, aunque ya come alimento sólido desde los seis meses. A los pocos días ya puede seguir a la manada y entonces la matriarca ordena que se reanude la marcha.

## Amenazas

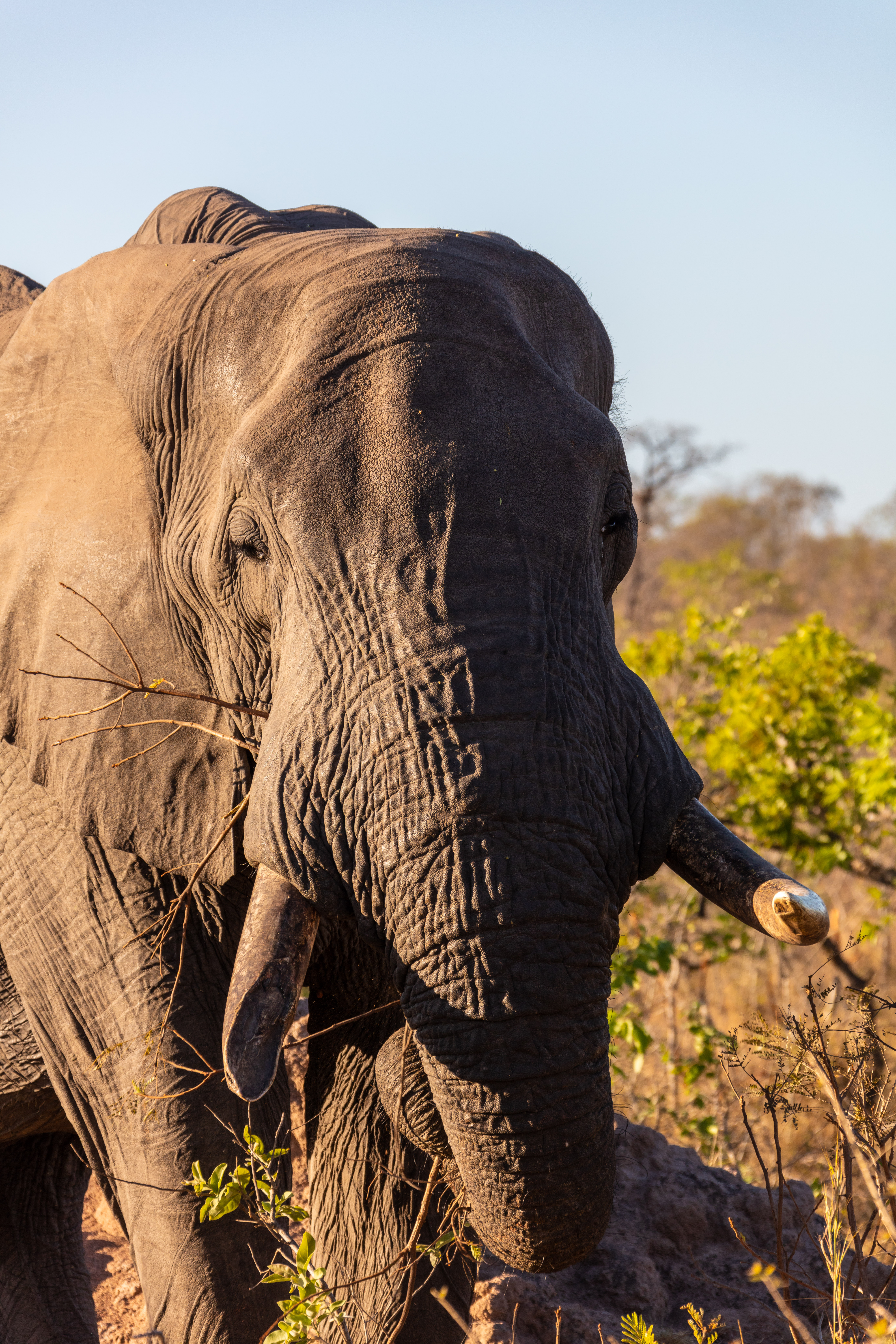
Detalle de la cabeza.

Se ha perseguido al elefante africano desde la antigüedad, tanto por su carne como, más frecuentemente, por sus valiosos colmillos. Esta caza se disparó en los siglos XIX y XX, cuando se le unió la caza por deporte, cada vez más demandada por las élites norteamericanas y europeas, y la conversión de grandes extensiones de selva y sabana en plantaciones. En 1989 se prohibió la caza del elefante africano y el tráfico de marfil, después de que la población pasase de varios millones a principios del siglo XX a menos de 700 000, habiéndose reducido en un 50% durante la década de los 80. Los científicos calcularon que, de seguir la tendencia existente y no tomar ninguna medida, el elefante se extinguiría en 1995. Por suerte, la protección de que goza actualmente este animal ha surtido efecto y eso ha podido evitarse, pero a pesar de que los gobiernos africanos imponen cada vez penas más duras contra el furtivismo, la caza furtiva sigue produciéndose hoy en día. Los cazadores que matan a estos animales tienen que pagar una multa de 10 000 € y se les retira la licencia de caza. El CITES sigue considerando que la especie está en peligro de extinción.

## Elefante norteafricano

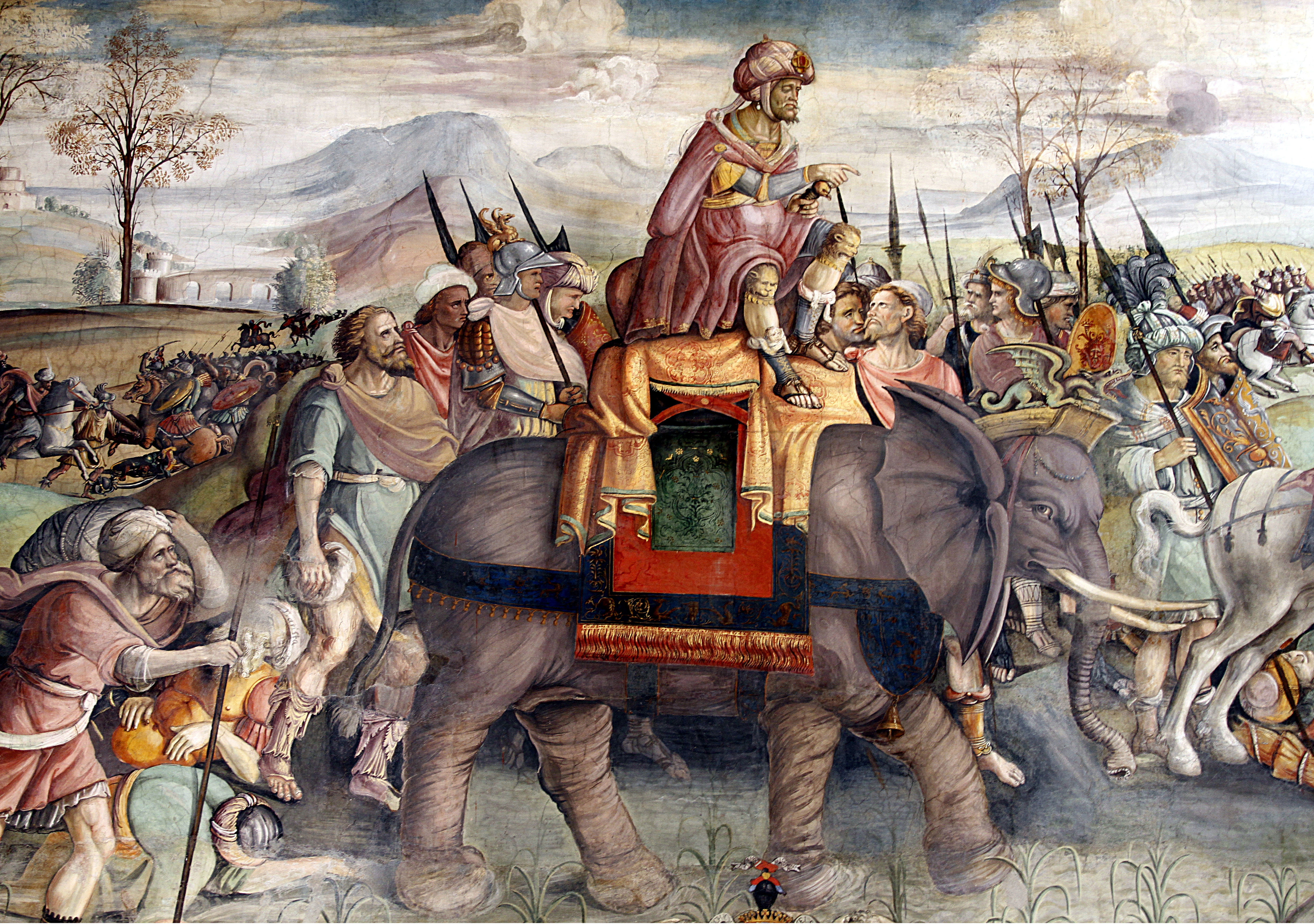
Un fresco de 1510 en el Palacio Capitalino de Roma que ilustra a Aníbal cruzando los Alpes.

Posible subespecie que por ahora no ha sido reconocida formalmente por la comunidad científica:[cita requerida]
- Elefante cartaginés, norteafricano o del Atlas (L. a. pharaoensis):

Hoy extinto, se extendía desde el Magreb hasta la desembocadura del Nilo, y tenía un tamaño menor que el elefante de sabana, probablemente similar al del elefante de bosque. También es posible que fuera más dócil; quizás por eso pudo ser domesticado por los cartagineses con algún método desconocido. Los elefantes con los que Aníbal cruzó los Pirineos y los Alpes para invadir Italia durante la segunda guerra púnica eran precisamente estos animales. No se tiene constancia de que fueran utilizados por otra potencia que no fueran Cartago, Numidia y el Egipto Lágida, pues los elefantes de guerra de Grecia, Macedonia y el Imperio seléucida eran todos asiáticos. Tras la conquista de Sicilia, los romanos parecieron tener interés en capturar algunos ejemplares que habían quedado abandonados en el centro de la isla, pero fracasaron en el intento. Es muy posible que fueran de esta raza los elefantes utilizados por Roma en su largo asedio a Numancia, dado el apoyo del entonces joven rey Yugurta. Debió de extinguirse unas décadas después de la conquista romana del norte de África.[cita requerida]